# Cestrum mositicum
Cestrum mositicum là loài thực vật có hoa trong họ Cà. Loài này được Toledo mô tả khoa học đầu tiên năm 1953.